# Nucleossíntese de supernova

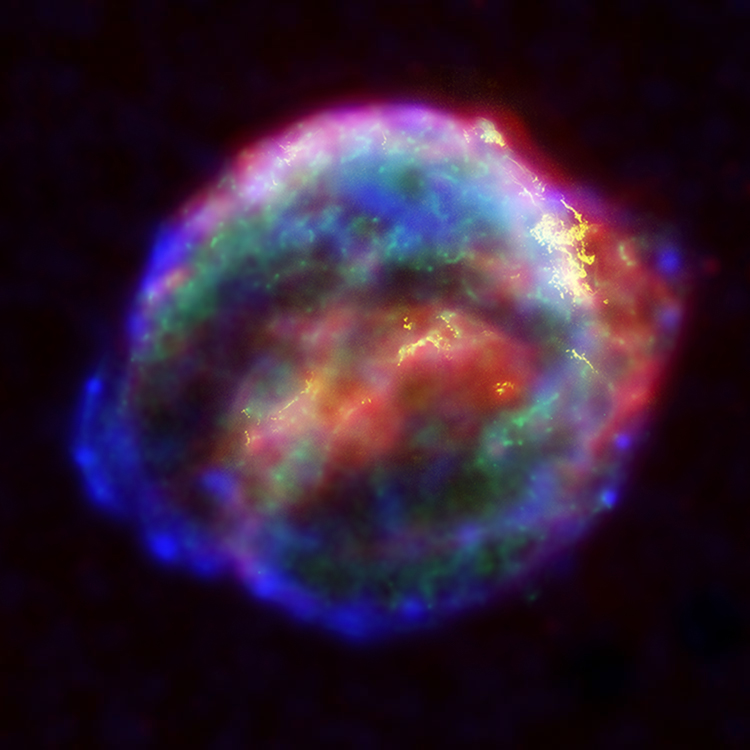
Imagem composta da Supernova de Kepler

Nucleossíntese de supernova é uma teoria da produção de muitos elementos químicos diferentes em explosões de supernova, apresentado por Fred Hoyle em 1954. A nucleossíntese, ou fusão de elementos mais leves em outros mais pesados, ocorre durante a combustão explosiva de oxigênio e processos de queima de silício. Essas reações de fusão criam os elementos silício, enxofre, cloro, argônio, sódio, potássio, cálcio, escândio, titânio e picos de ferro: vanádio, crômio, manganês, ferro, cobalto e níquel. Estes são chamados de "elementos primários", na medida em que podem ser fundidos a partir de hidrogênio puro e hélio em estrelas maciças. Como resultado de sua ejeção a partir de supernovas, suas abundâncias aumentam dentro do meio interestelar. Elementos mais pesados do que o níquel são criados principalmente por uma rápida captura de nêutrons em um processo chamado de processo r. No entanto, estes são muito menos abundantes do que os elementos químicos primários. Outros processos considerados responsáveis por pela nucleosíntese de elementos pesados subabundantes, notadamente um processo de captura de prótons conhecido como processo rp e um processo de fotodesintegração conhecido como processo p. Este último sintetiza os isótopos mais leves, além de nêutrons, dos elementos pesados.